# 프랑스의 맥주

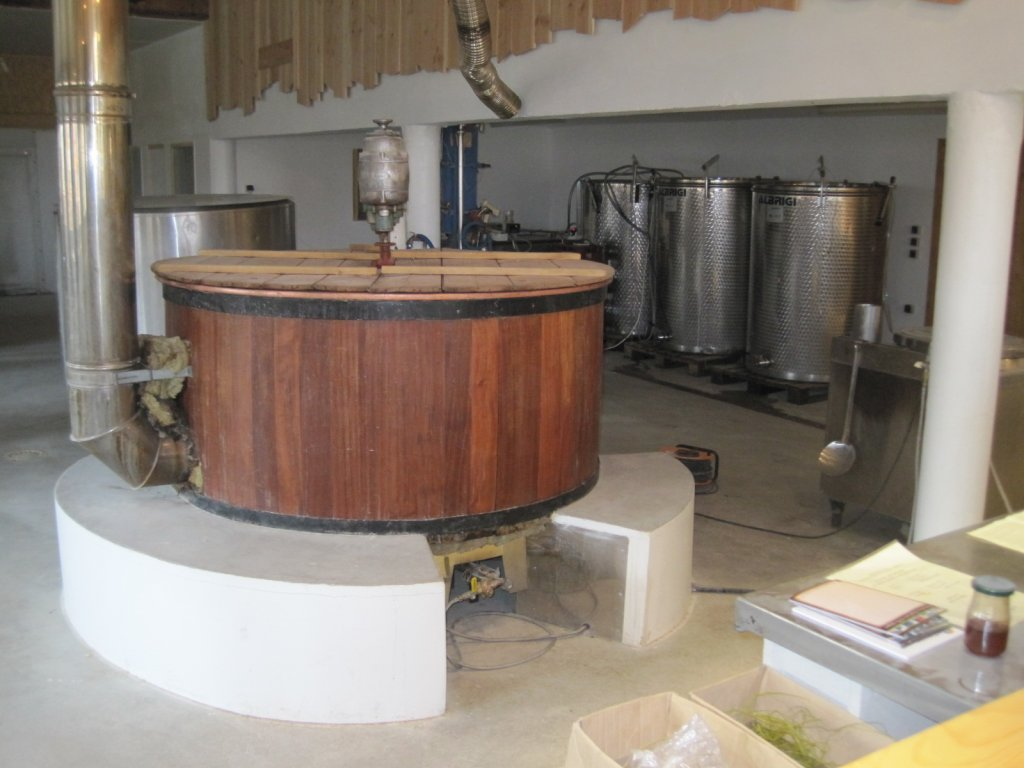
쥐라에 위치한 Franche 양조장

프랑스에서 판매되는 90% 이상의 맥주는 필스너 라거로, 주요 양조장에서 대량 생산된다. 프랑스의 전통 맥주인 비에르 드 가르드 같은 수제맥주 제조를 위한 양조장도 다수 존재한다.

## 역사

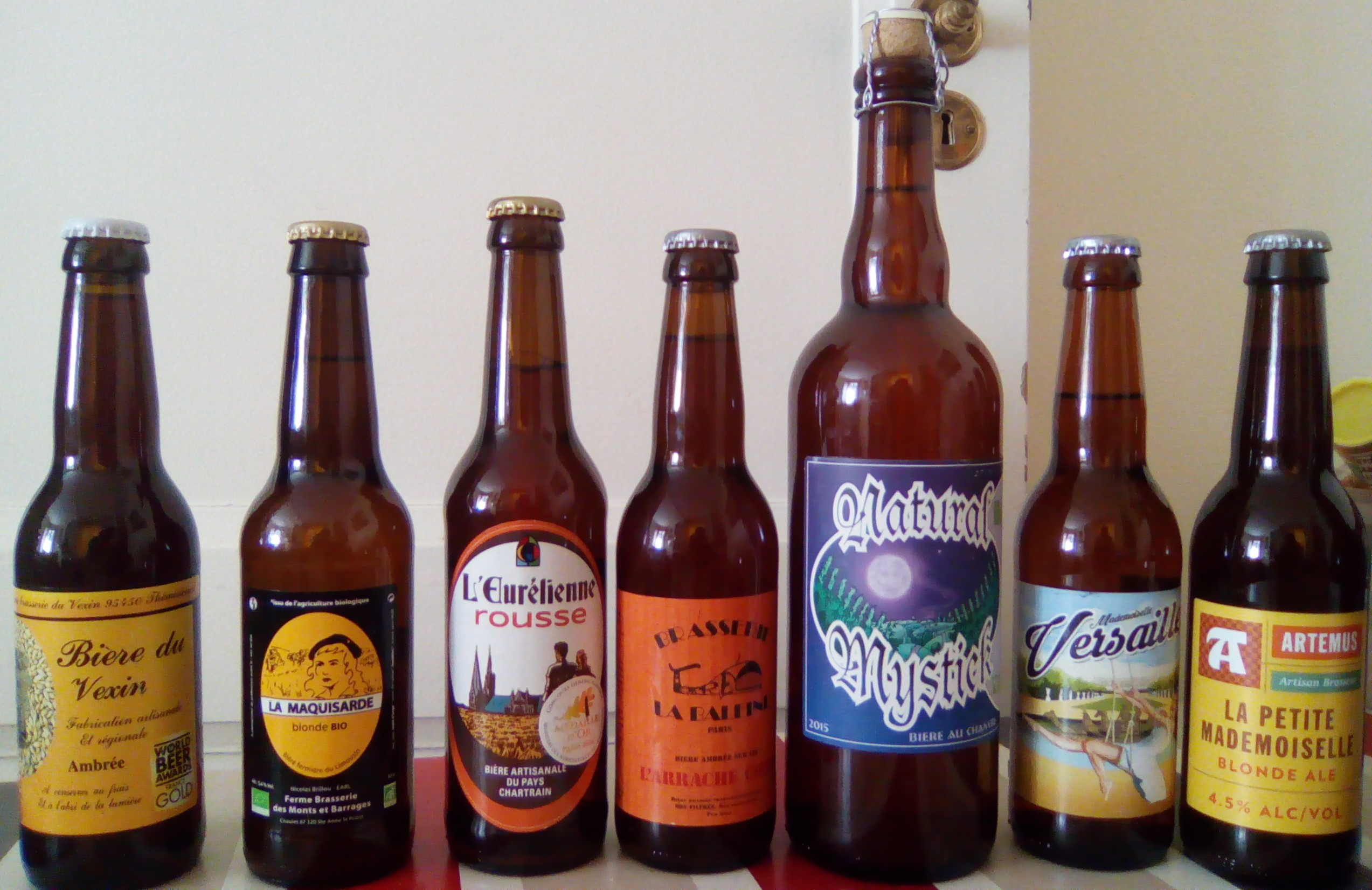
프랑스 소규모 양조장에서 생산되는 수제맥주.

산업화 이전에는 대부분의 맥주가 작은 시골 양조장에서 양조되었으며, 주 판매 대상은 지역 주민들이었다. 20세기 초에 프랑스에는 1,000개 이상의 양조장이 있었다. 농촌 인구가 감소함에 따라 양조장은 거의 사라지며 지역 맥주의 전통과 다양성은 자연히 감소해 현재는 몇 가지 브랜드 맥주가 남아있게 되었다. 이런 현상에 가장 큰 영향을 미친 요인은 다음과 같다:
- 산업화로 인해 대부분의 사람들이 도시로 이주함

- 석탄 채굴 산업의 쇠퇴(프랑스 북부의 주요산업이었으며, 지역 맥주의 주요 시장이었음)

- 두 차례의 세계 대전(양조장의 설비가 망가지고, 인구 이동 혹은 감소 초래)[2]

지난 수십 년간 맥주에 대한 관심이 다시 높아져 새로운 수제맥주 양조장 새롭게 등장했다.

## 지역

### 알자스-로렌

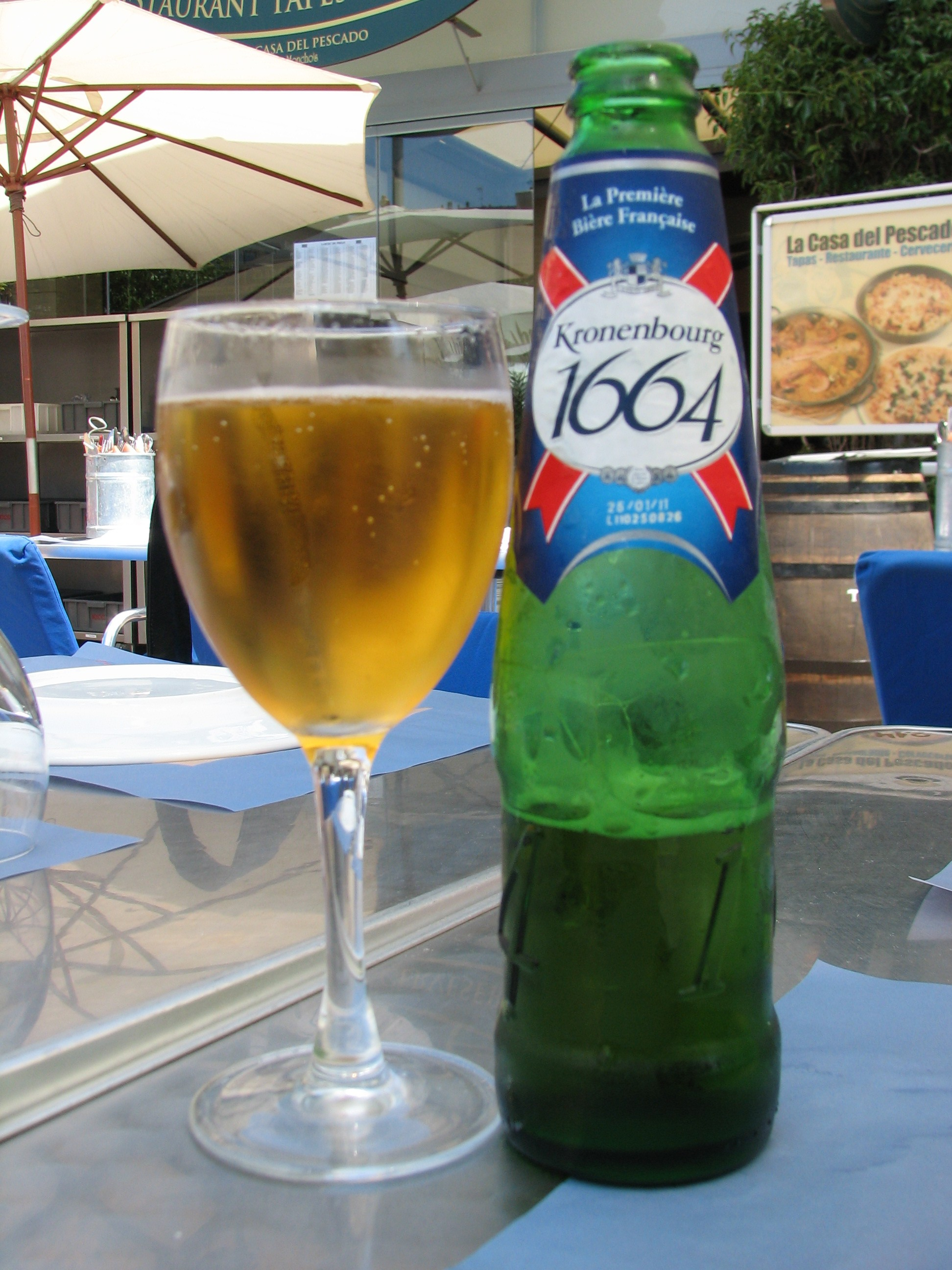
크로넨버그 1664.

알자스-로렌 지역은 독일과 프랑스 사이에서 여러 차례 소속 국가가 바뀌는 등 파란만장한 역사를 갖고 있다. 현재 알자스-로렌 지역의 프랑스 부근에는 스트라스부르의 양조장이 존재해 프랑스의 주요 맥주 생산지 역할을 하고있다. 여기에는 리콘의 칼스브라에우, 크로넨버그 맥주, 에스페랑스의 하이네켄 등이 포함된다.
홉은 코허스베르크와 알자스 북부에서 재배된다.
그 지역에는 많은 수제맥주 양조장들도 있다.

### 릴과 노르파드칼레
플랑드르프랑세즈로도 알려진 노르파드칼레 지역은 벨기에와 오랜 문화적 유대를 가지고 있으며, 공동 양조 유산을 가지고 있다.
펠포스는 몽장바뢸에는 1914년 릴 양조장 3곳이 설립되었다. 미식가들 사이에서는 "강력한 수제맥주"로 유명했다. 그 당시 유행했던 춤의 이름을 따 펠리컨이라고 불렸다. 제2차 세계 대전 중에 생산이 중단되었다가 1950년에 재개되었다. 이후 1972년에 양조장 이름이 펠포스로 바뀌었다. 1986년에 프랑세즈 드 브라세리에 의해 인수되었으며 1988년에 하이네켄 인터내셔널에 인수되었다. 펠포스 맥주는 두 종류의 맥아와 영국 효모를 사용하여 1935년 처음 양조되었다. 이름은 펠리컨(pelican)의 이름인 '펠(Pel)'에서 유래했는데, 이는 맥아(43kg/hL)가 많이 함유되어 있기 때문이었다. 2003년, 블론드(5.8% abv)와 브룬(6.5% abv) 외에도 펠포스 앰버(6% abv)가 생산되었다.
이 지역에는 양조하는 소규모 양조장이 다수 존재한다. 라 샬롯과 레 브라세르 드 가얀트는 동일한 종류의 맥주를 만들지만, 양조 스타일이 다르다. 생실브르와 테르켄 양조장은 계절별 맥주를 양조하기도 한다.
트루아 브라세르("Three Brewers")의 원조 양조장은 릴에 있다.

### 브르타뉴와 켈트 양조

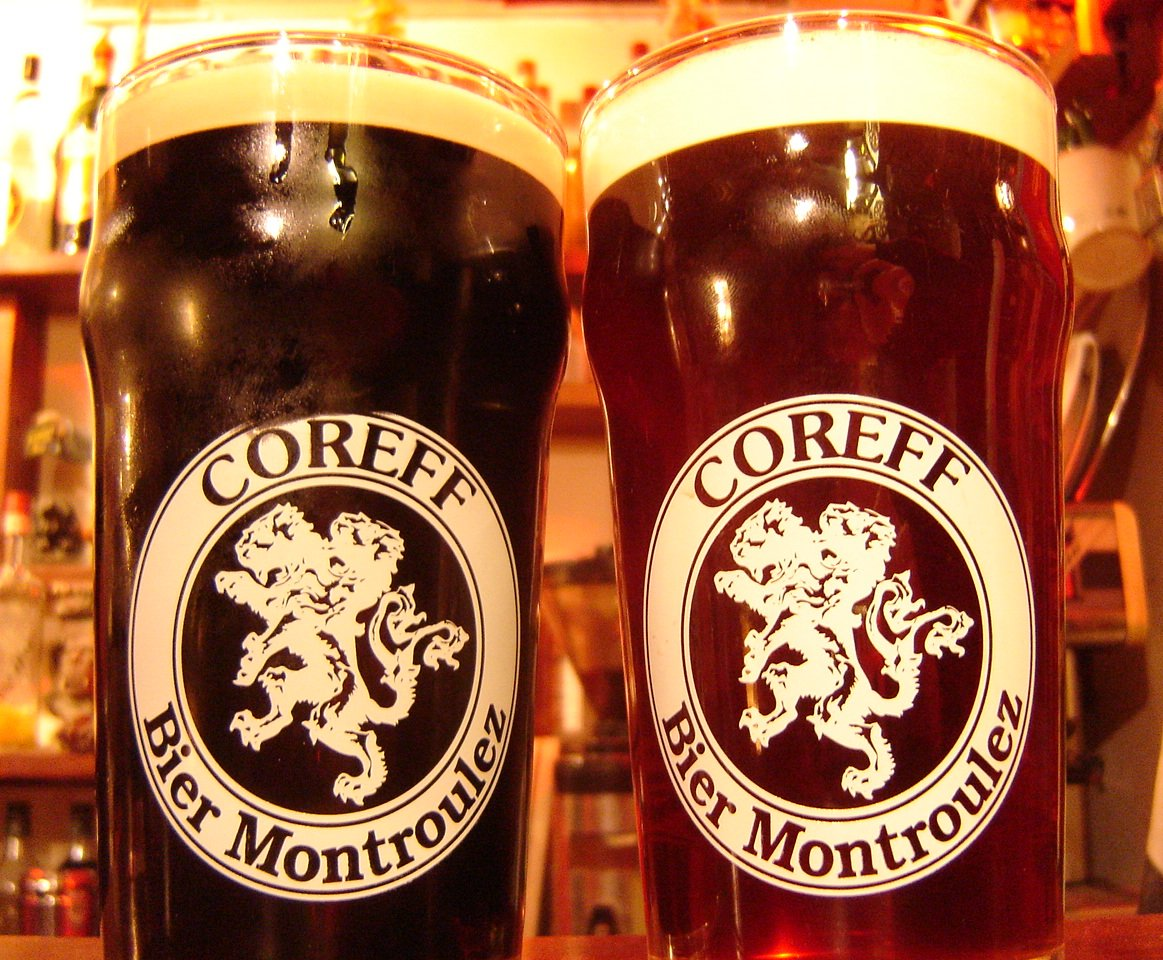
코레프 포터 와 코레프 페일 에일.

브르타뉴 반도는 17세기까지 뿌리를 거슬러 올라가는 긴 맥주 양조 전통을 가지고 있으며, 현재까지도 장인들이 코레프 드 몰릭스와 같은 다양한 종류의 맥주를 생산하고 있다. 브라세리 랜슬롯은 메밀로 만든 맥주인 텔렌 두를 포함한 많은 특산품을 생산한다

## 전문 맥주 스타일

### 비에르 드 가르드

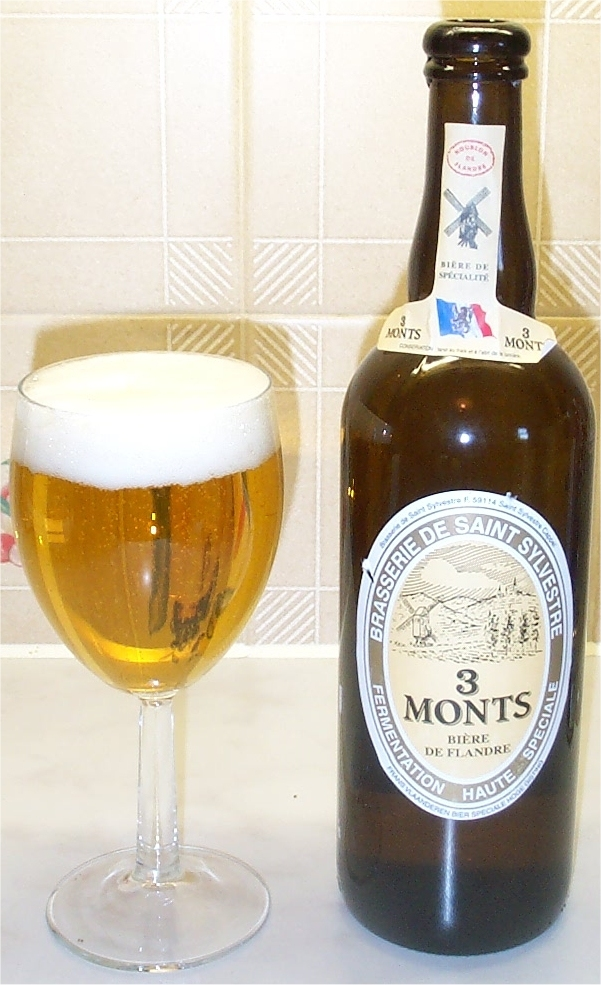
3 Monts, 비에르 드 가르드

비에르 드 가르데(Bière de Garde)는 프랑스 노르파드칼레 지역에서 전통적으로 양조되는 맥주인 페일 에일이다. 페일 에일은 여름동안 효모 관리가 어렵다는 특성 때문에 겨울과 봄 동안 농가에서 양조되었다. 대부분의 비에르 드 가르드 양조는 농가에서 생산되어 양이 부족하다는 특징이 있었지만, 현재는 상업적 생산으로 보충된다.
일반적으로 프랑스 전통맥주는 구리색 또는 황금색이며, 한 번 병에 담으면 숙성/밀폐되어 그 해 후반에 소비된다는 점이 벨기에 세종과 유사하다. 대부분의 품종은 상면 발효되고 여과되지 않지만 하면 발효 또는 여과된 버전이 존재한다. 지역재료를 사용해 만들어지는 정품 제품은 원산지 표시제인 아펠라시옹 도리진 콩트롤레가 붙는다.
유명 브랜드로는 생실베스트르의 브라세리, 트로이스 몽스(8.5%abv), 젠랑(7.5%abv), 브라세리 카스텔랭(7.5%abv), 치티 블론드/앰브레(7.5%abv) 등이 있다.

### 수도원 양조 맥주
프랑스 북부에서 만들어진 많은 맥주들은 수도원과 연계돼 판매되기도 한다.
- 생 마리 뒤 몽 드 캣츠의 프랑스 수도원은 2011년 6월 16일부터 트라피스트 맥주를 팔고 있다. 수도원은 현재 양조장이 없으며 비용과 양조 기술의 부재로 양조장을 지을 계획이 없다.[10] 이 수도원에서 판매하는 트라피스트 맥주는 치마이의 양조장에서 생산된다.[11]

### 유기농 맥주
프랑스에는 카스텔라인의 제이드와 같은 많은 유기농 맥주들이 있다.

### 시즈널 맥주
대표적인 시즈널 맥주로는, 3월 맥주와 크리스마스 맥주가 있다.

#### 3월 맥주

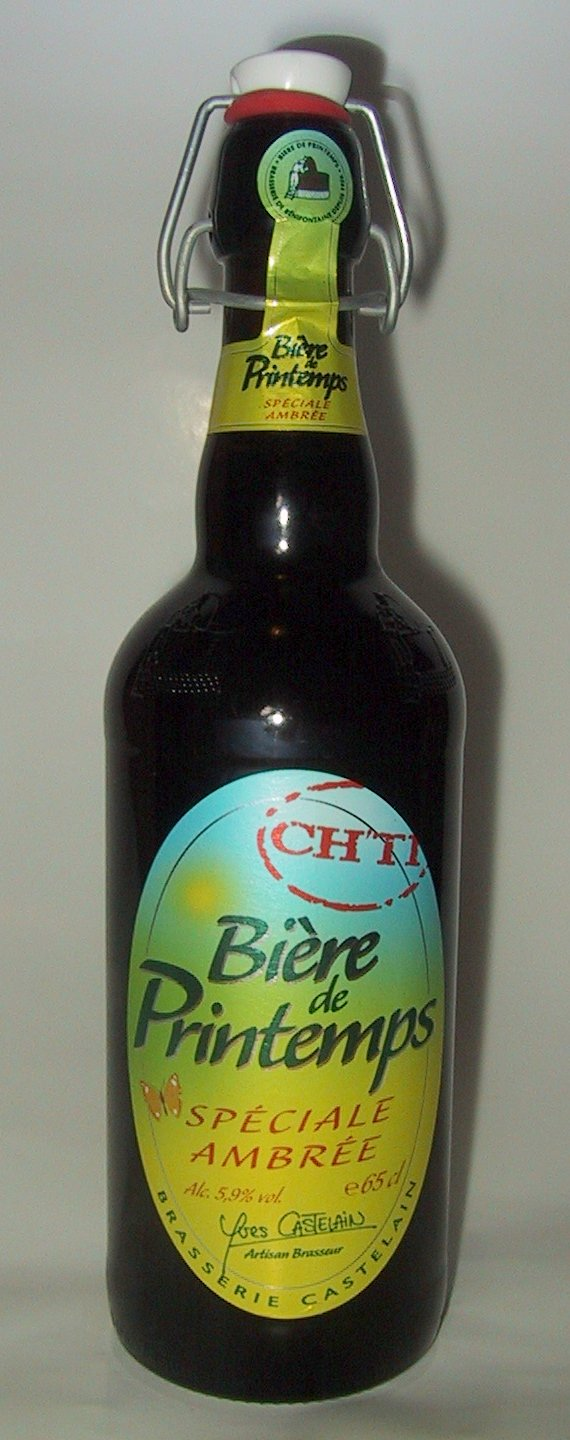
치티 스프링 비어

프랑스 양조업자들은 3월 한 달 동안 비에르 드 마르스("March beer") 또는 비에르 드 프린트엠프("Spring beer")를 판매한다. 전년 봄에 파종된 다양한 보리를 전 여름에 수확하고 겨울이 시작될 때 한정수량으로 생산하는 것으로, 일반적으로 4.5% 에서 5.5% 사이 도수의 발효 에일이다. 독일의 메르젠 맥주와는 달리 덜 텁텁하고 덜 쓴맛이 나며, 캐러멜 등의 착색제를 첨가하여 색이 진하고 약간 향이 난다. 독일 메르젠와 같이 에일이 아닌 라거로 발효된다.

#### 크리스마스 맥주
프랑스의 비에르 드 노엘은 향이 풍부하고 강한 겨울나기용 맥주다. 이 크리스마스 맥주는 보통 발효 에일 형태로 만들어진다.

### 밀맥주
프랑스의 밀 맥주는 다양한 형태로 만들어지며, 특정한 전통적 방식은 존재하지 않는다. 저명한 브랜드로는, 크로넨부르 양조장의 블랑 (5% ABV), 브라세리 카스텔랭, 치티 블랑쉬, 코르시카 허브가 들어간 피에트라 콜롬바 비에르 블랑쉬가 있다.

### 위스키 맥주
위스키 맥주는 훈제 맥아로 만든 특별한 맥주 중 하나이다. 1980년대에 출시된 알자스의 아델쇼펜 양조장에서 생산된 6.5% ABV 라거인 아델스콧 비에르 오 말타 위스키로부터 시작되었으며, 현재는 더 진한 아델스콧 누아르도 양조된다. 크로넨부르 맥주 또한 웰 스카치(6.2% ABV)에 위스키 맥아를 넣어 양조한다. 이 양조장의 모티머(8% ABV)는 위스키처럼 포장되어 있지만 실제로는 하면발효맥주로 분류되어 위스키 맥주에 포함된다. 앞서 언급한 것들은 모두 알자스를 기반으로 한 최상급 발효 맥주이며, 앰벌리(7.3% ABV)는 릴 지역에서 생산되는 최고급 발효 위스키 맥주이다.

### 그 외의 다양한 맥주
- 가얀트의 비에르 뒤 데몬(악마의 맥주)은 12%의 도수로, 세계에서 가장 강한 노란 맥주이다.[13]

- 러브 비어(4.9% ABV, 피셔)는 약효가 있는 허브를 함유한다.

- 6%의 도수인 피에트라 맥주는 호박 맥주로, 맥아와 밤가루를 혼합하여 만든다. 코르시카에서 밤은 시리얼로 사용되어 밤가루의 품질을 검증하기 위해 수년간 연구를 진행하기도 했다. 밤의 높은 발효성은 맥주의 상면을 유지하는 데 도움이 되고 맥주의 색을 황금색으로 만든다.

- 데스페라도스와 가얀트 테키에로스는 테킬라 맥주이다.

- 비에르 호세는 릴 근처에서 양조된 아일랜드의 레드 에일이다.

## 도매

### 브루펍
영국과 프랑스의 전통양식을 혼합한 수제맥주 체인 '프로그 앤 로스비프'(Frog and Rosbif)가 있다. 펍은 영국 스타일로 꾸며져 있으며 에일, 스타우트, 밀 맥주를 제공한다.
또한 레스 3 브라세르(The Three Brewers)라는 미국식 브루펍 체인점이 약 20개 정도 있다.

### 맥주 카페
프랑스 도시에는 다양한 종류의 병맥주와 생맥주를 파는 가게들이 있다. 예를 들어, 파리의 카르티에 라탱에 있는 펍 생제르맹이 있다. 몇몇 맥주 카페들은 벨기에를 테마로 한 요리가 있기도 하다.

### 맥주 축제
프랑스의 맥주 축제는 실티가임(8월)과 펠레틴(7월)에서 열린다.

## 시장

### 보리, 맥아 및 홉
프랑스는 유럽 최대 보리 생산국(2010년 350만t)으로 2011년 세계 시장의 23%를 차지하는 국내 생산량(160만t)의 78%를 수출하는 등 최근 30년간 세계 최대 맥아 수출국이었다. 홉 생산은 2010년 800톤으로 적은 편이다.

### 시장
프랑스 브루어스 협회에 따르면 프랑스의 맥주 시장은 128억 유로이며 종사자 수는 71,500명이다.
2010년, 프랑스는 1630만 hl(유럽에서 9번째)의 맥주를 생산했고 소비는 1,970만 hl로 2009년보다 1.7% 감소했다. 이는 1인당 30리터이며, 유럽에서 가장 낮다.

### 다른 나라와의 비교
2011년 세계보건기구(WHO)의 알코올 및 건강 현황 보고서 중 일인당 연간 술 소비량에 따른 국가 목록에 따르면, 프랑스는 1인당 맥주 소비량에서 64위(전체 알코올은 16위)를 차지한다. 프랑스의 맥주 생산량은 170만 리터로 16위이다.

### 맥주와 기타 주류
전체 알코올 소비량은 1960년(1961년 17.9L) 이후 25% 감소했으며, 현재 맥주가 전체의 16%를 차지하고 있다.
2004년의 세계보건기구 알코올에 관한 세계 현황 보고서에서도 비슷한 데이터가 나타나는데, 1961년과 2005년 사이 프랑스 성인(15명 이상)의 총 알코올 소비량이 크게 감소했지만 맥주 소비량은 상대적으로 안정적이다. 이는 와인이 가장 큰 사랑을 받는 주류라는 것을 뜻한다. 2005년, 맥주는 전체 알코올 소비량의 17%를 차지했다.

### 소매 시장
시장 전체적으로 하락세를 보이고 있으나, 2010년 특수 맥주 소비량은 5.6% 증가했으며 시장 가치의 70%를 차지했다.

### 도매 시장
1991~2010년 간 전체 맥주 소비량은 14% 감소했지만, 슈퍼마켓에서의 매출은 6.5% 증가했다. 2010년에는 슈퍼마켓 매출이 1.1% 감소했고 카페, 호텔, 레스토랑에서의 매출은 3.5% 감소했다.

## 같이 보기
- 브라스리

## 참고
- 지역별 맥주 및 양조장
- 브래서리